# Aldea del Obispo
Aldea del Obispo és un municipi de la província de Salamanca, a la Comunitat Autònoma de Castella i Lleó, Espanya. És fronterer amb Portugal i està a una distància de 125 quilòmetres de la capital provincial, Salamanca. Limita al Nord i Est amb Villar de Ciervo, a l'Est amb Villar de la Yegua i Villar de Argañán, al Sud amb La Alameda de Gardón i a l'Oest amb Almeida.
L'any 2003 tenia 377 habitants, dels quals 199 són homes i 178 dones, en una superfície de 41,92 km². Té una altitud de 692 m sobre el nivell del mar. Als seus voltants hi ha el Real Fuerte de la Concepción que va formar part juntament amb Miròbriga (Ciudad Rodrigo), San Felices de Gallegos i Almeida d'un conjunt de places militars entre la frontera d'Espanya i Portugal.

## Demografia
| 1991 | 1996 | 2001 | 2004 |
| ---- | ---- | ---- | ---- |
| 423  | 434  | 379  | 372  |

## Festes
- 20 de gener.
- 15 de maig.